# PRIMUS-Schule Schalksmühle
Die PRIMUS-Schule Schalksmühle ist eine Schule der Primarstufe und der Sekundarstufe I in der Gemeinde Schalksmühle im Schulversuch PRIMUS. Sie befindet sich im Schalksmühler Ortsteil Rotthausen. Das Einzugsgebiet umfasst neben Schalksmühle auch Breckerfeld, Hagen, Halver und Lüdenscheid.
Ehemals befand sich die Schule in der Friedhof- und Bergstraße und bestand aus drei Gebäuden. In dem Stammgebäude an der Friedhofstraße, einem der ältesten Schulgebäude in Schalksmühle, befanden sich überwiegend Klassenzimmer und die Schulorganisation. Im früheren Volksschulgebäude an der Bergstraße und im Hofgebäude befanden sich fast ausschließlich Fachräume für den Unterricht in Biologie, Chemie und Informatik, Hauswirtschaft, Kunst und Musik, Physik, Technik und Textilgestaltung.
2020 wurde das neue Schulgebäude am Löh fertiggestellt.

## Unterricht
In der Unterstufe (5+6), der Erprobungsstufe, stehen die Fremdsprachen im Vordergrund. Neben Englisch, das ab der 5. Klasse erlernt wird, wird Französisch ab der 6. Klasse zunächst für alle Schüler unterrichtet. Nach dem sog. Bläserklassenmodell wird eine Bläserklasse für 5-6 eingerichtet. Schüler werden in dieser Klasse im Musikunterricht schwerpunktmäßig an Holz- und Blechblasinstrumenten ausgebildet. In dieser Stufe gibt es auch individuellen Förderunterricht in den Kernfächern.

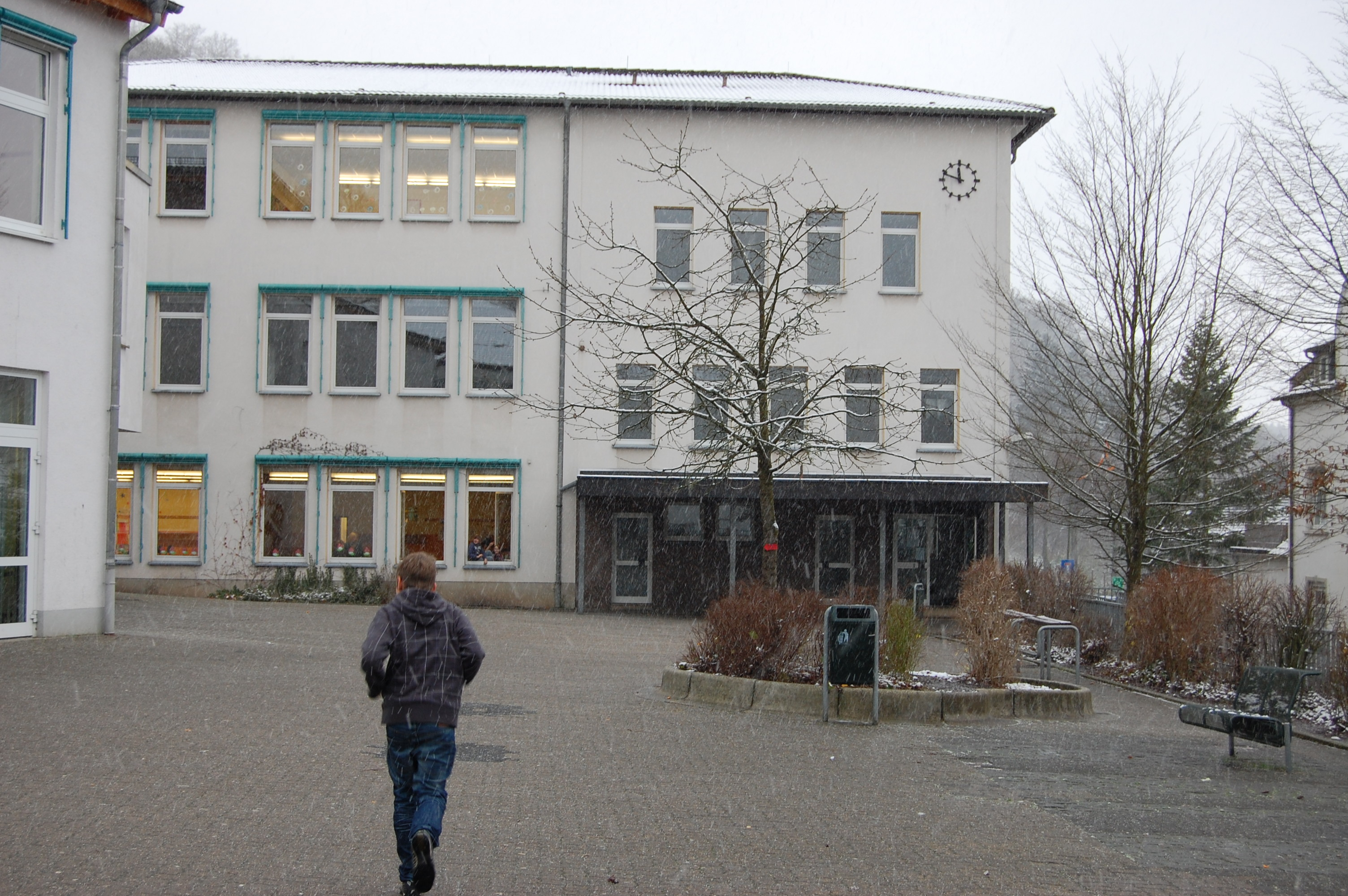
Haupteingang (ehemaliges Schulgebäude Friedhofstraße)

In der Mittelstufe (7+8) wird ein Neigungsschwerpunkt gebildet und eins der Fächer bzw. Fachgruppen gewählt: Französisch, Technik, Informatik, Sozialwissenschaften, Naturwissenschaften, das dann zur Fächergruppe 1 gehört, die außerdem Deutsch, Mathematik und Englisch umfasst. U.a. kann so Informatik ‚Hauptfach’ werden.
Die Oberstufe (9+10) bereitet auf die Berufs- und Arbeitswelt vor, z. B. durch das Einüben von Bewerbungen und ein dreiwöchiges Schülerbetriebspraktikum.

## Abschlüsse, Mensa, Förderverein

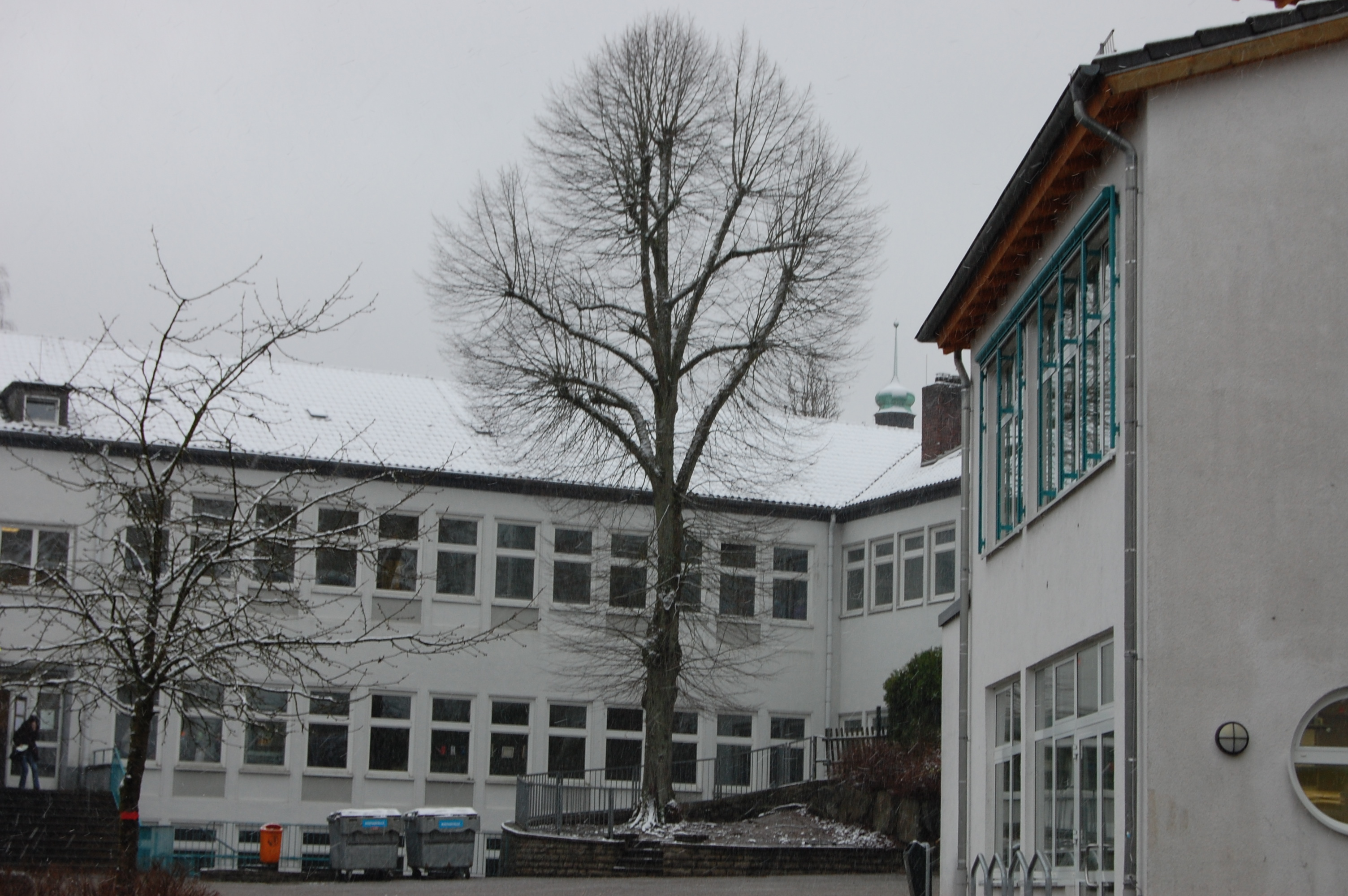
Ehemaliges Volksschulgebäude. Rechts das Hofgebäude

Neben dem Hauptschulabschluss ist der mittlere Schulabschluss, die Fachoberschulreife ohne Qualifikation (FOR) und die Fachoberschulreife mit Qualifikation (FORQ), die zum Besuch eines Gymnasiums berechtigt, möglich.
Eine Mensa für Mittagsverpflegung ist vorhanden und wird ehrenamtlich geführt. Die Schule wird finanziell durch einen Förderverein unterstützt.

## Geschichte
Die Schulgeschichte lässt sich in fünf Abschnitte einteilen: Höhere Privatschule – Rektoratsschule – Mittelschule – Realschule – Primusschule (zunächst als Schulversuch).
Als „Höhere Privatschule“ wurde die Schule am 11. November 1889 eröffnet. 1907 zog die Schule von einer provisorischen Unterbringung in das neu gebaute Gebäude an der Friedhofstraße 11.
1909 wurde die Privatschule zur Rektoratsschule und gelangte von privater in staatliche Trägerschaft. Die Abschlussprüfungen seit 1911 ermöglichten Schülern den Anschluss an das Realgymnasium in Lüdenscheid. Die Rektoratsschule war so für einen Teil der Schüler ein Progymnasium. Um 1920 war Französisch die 1. und Englisch die 2. Fremdsprache.
Ostern 1935 erfolgte die stufenweise Umwandlung der Rektoratsschule in eine „Mittelschule“, deren Abschluss die mittlere Reife war.

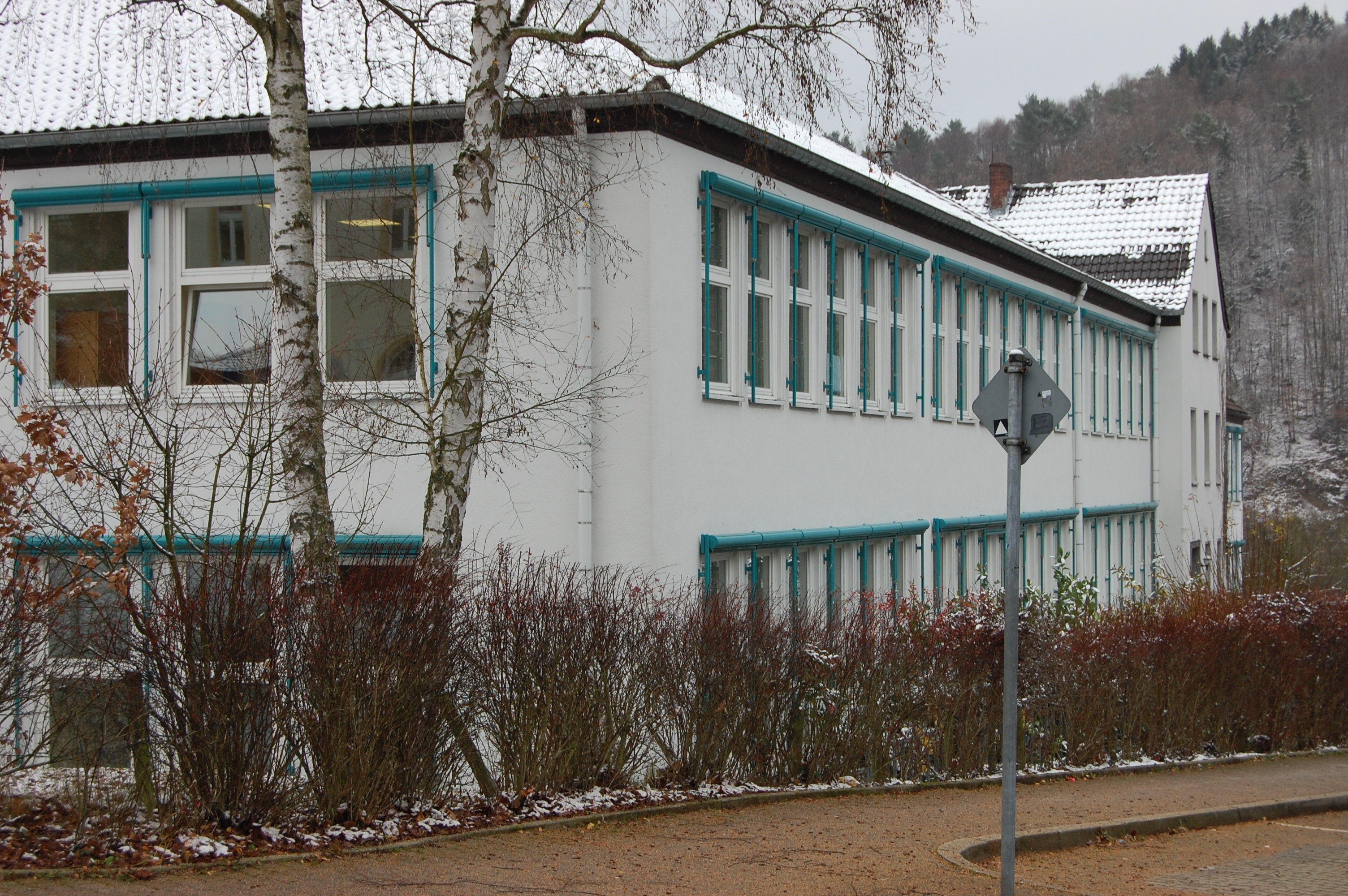
Ehemaliges Volksschulgebäude: Ansicht von der Ecke Bergstraße – Viktoriastraße

Am 5. April 1951 wurde die Schule zur „Realschule“. Damals wurden einige Schüler zusätzlich in Latein unterrichtet, um ihnen den Wechsel an eines der Gymnasien in Lüdenscheid und Hagen, die damals alle mit Latein begannen, zu ermöglichen. In den 1950er Jahren wurde im Westteil der Insel Wangerooge ein Grundstück erworben und dort ein Ferienheim für Jugendliche errichtet. Die RSS bekam so ihr festes Schullandheim. 1954/55 wurde für die immer größer werdende Schülerschaft ein Anbau errichtet mit zwei großen und als Aula nutzbaren Klassensälen.
Eine große räumliche Veränderung der Schule geschah durch die Eingliederung des Gebäudes in der Bergstraße Anfang der 1970er Jahre. 1985 wurde eine Vergrößerung und Modernisierung beider Gebäude durchgeführt. In den 1970er Jahren wuchsen die Schülerzahlen stark an. Im Schuljahr 1976/77 gab es 456 Schüler in 18 Klassen, 1979/80 mehr als 500. In den 1980er Jahren sanken die Zahlen aber fast ebenso stark auf knapp 300. 1986 erfolgte die Gründung des Fördervereins der RSS. 2002 wurde das Hofgebäude an der Stelle des alten Feuerwehrgeräthauses errichtet.

## Zukunft

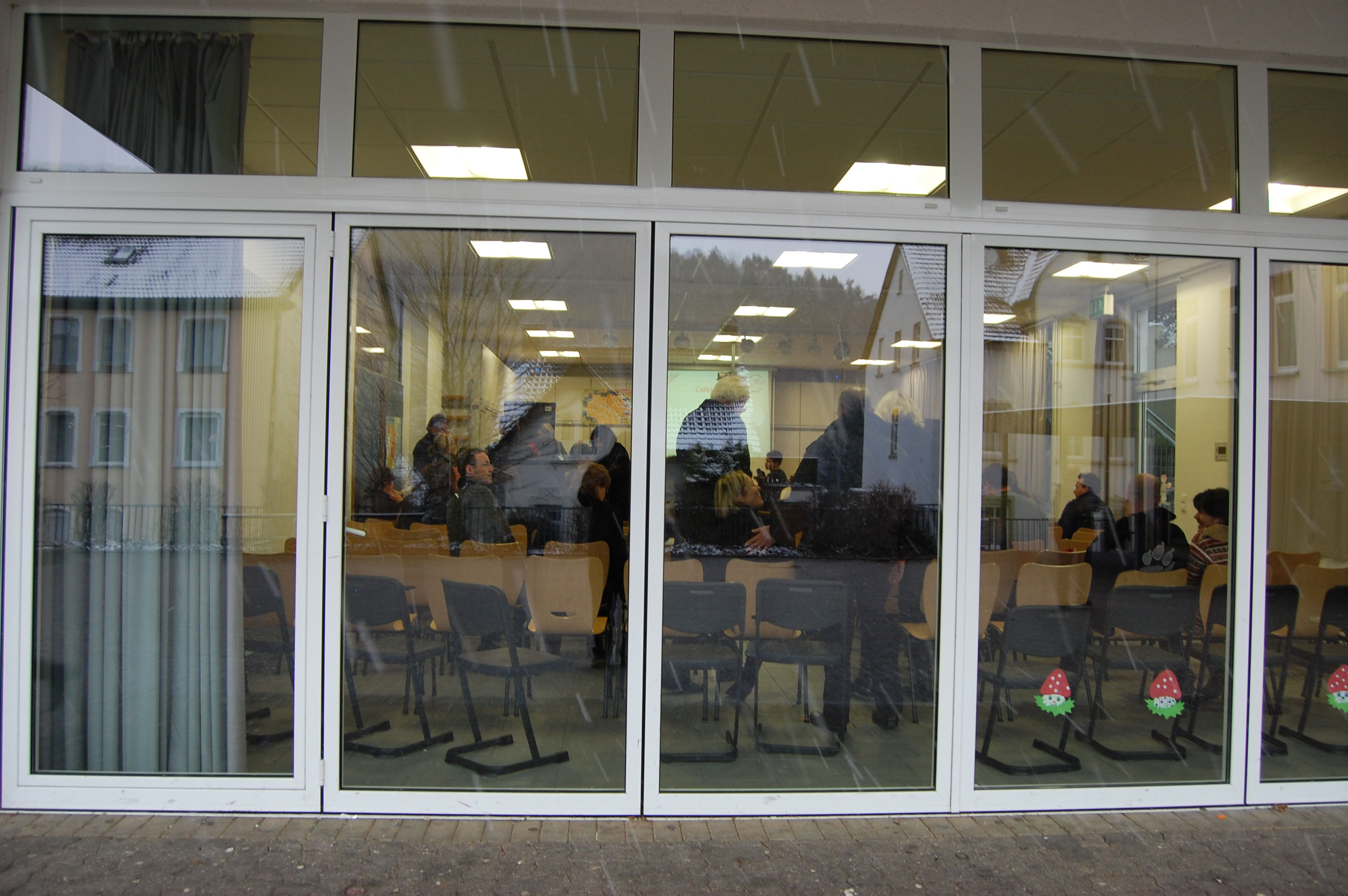
Fachsaal im ehemaligen Hofgebäude

Das im April 2008 vorgestellte „Gutachten zum künftigen Angebot weiterführender Schulen in Schalksmühle“ im Auftrag der kommunalen Gemeinde empfiehlt die Zusammenlegung der RSS mit der örtlichen Hauptschule, um trotz rückläufiger Schülerzahlen eine Schließung der für den Standort Schalksmühle wichtigen Schulen zu vermeiden. Ob die Zusammenlegung in Form einer Gesamtschule oder einer Gemeinschaftsschule stattfinden soll, lässt das Gutachten offen.
Am Montag, dem 26. Oktober 2009, gab es eine wichtige schulpolitische Entscheidung vor Ort. Der Gemeinderat von Schalksmühle beschloss, dass die beiden weiterführenden Schulen, die Hauptschule und die Realschule Schalksmühle, ab dem 1. August 2010 zu einer sog. Verbundschule zusammengelegt werden sollen. Dabei solle die Verbundschule auch einen Montessorizweig erhalten. Diese neue, sich vor allem im ländlichen Raum von NRW findende Schulform mit Pilotcharakter bedeutet: Zwar werden die Räumlichkeiten von den Schülerinnen und Schülern beider Schularten gemeinsam genutzt, zwar werden beide Lehrerkollegien unter einem einzigen gemeinsamen Schulleiter zusammengelegt, dennoch wahrt aber jede der beiden Schulen ihre Eigenständigkeit und unterscheidet sich darin wesentlich von einer Gesamtschule. Mit Beginn des Schuljahrs 2010/11 wurde die neue gemeinsame Jahrgangsstufe 5 mit vier Klassen in der Friedhofstraße, dem bisherigen Sitz der Realschule, gestartet und so damit begonnen, von unten nach oben diese Schule bis 2015 strukturell zu verändern. Am 2. Oktober 2013 wurde vom nordrhein-westfälischen Schulministerium die Umwandlung der Verbundschule in eine sogenannte Primusschule (Aufnahme von Grundschulkindern) genehmigt. Im Schuljahr 2014/2015 startete die „neue Primusschule Schalksmühle“, als eine von fünf Schulen in Nordrhein-Westfalen. In sie wurde die frühere Realschule Schalksmühle integriert. Der Schulversuch Primus hat Bestandsschutz bis 2023 bzw. 2024.